# ریگی هوچفلو
ریگی هوچفلو (به لاتین: Rigi Hochflue) یک کوه در سوئیس است که در کانتون اشووتس واقع شده‌است. ریگی هوچفلو ۱٬۶۹۸ متر بالاتر از سطح دریا واقع شده‌است.